# Нестерівська сільська рада (Маньківський район)
Нестерівська сільська́ ра́да — адміністративно-територіальна одиниця та орган місцевого самоврядування в Маньківському районі Черкаської області. Адміністративний центр — село Нестерівка.

## Загальні відомості
- Населення ради: 950 осіб (станом на 2001 рік)

## Населені пункти
Сільській раді були підпорядковані населені пункти:
- с. Нестерівка

## Склад ради
Рада складалась з 12 депутатів та голови.
- Голова ради: Кривда Іван Петрович
- Секретар ради: Стицюк Оксана Павлівна

### Керівний склад попередніх скликань
| Прізвище, ім'я, по батькові | Основні відомості                                                                     | Дата обрання | Дата звільнення |
| --------------------------- | ------------------------------------------------------------------------------------- | ------------ | --------------- |
| Кривда Іван Петрович        | Сільський голова, 1960 року народження, освіта вища, член Української Народної Партії | 26.03.2006   | 31.10.2010      |
| Кривда Іван Петрович        | Сільський голова, 1960 року народження, освіта вища, безпартійний                     | 31.10.2010   |                 |

Примітка: таблиця складена за даними сайту Верховної Ради України

### Депутати
За результатами місцевих виборів 2010 року депутатами ради стали:

#### За суб'єктами висування
| Суб'єкт висування                                       | Кількість обраних депутатів | %    |
| ------------------------------------------------------- | --------------------------- | ---- |
| Політична партія Всеукраїнське об'єднання «Батьківщина» | 6                           | 50   |
| Самовисування                                           | 4                           | 33,3 |
| Комуністична партія України                             | 1                           | 8,3  |
| Партія регіонів                                         | 1                           | 8,3  |

#### За округами
| № округу                                                | Прізвище, ім'я, по батькові   | Дата визнання обраним | Освіта             | Партійна приналежність                        | Відомості про обраного депутата                            |
| ------------------------------------------------------- | ----------------------------- | --------------------- | ------------------ | --------------------------------------------- | ---------------------------------------------------------- |
| Комуністична партія України                             |                               |                       |                    |                                               |                                                            |
| 3                                                       | Химинчук Володимир Михайлович | 02.11.2010            | вища               | позапартійний                                 | фермерське господарство «Явір», голова                     |
| Партія регіонів                                         |                               |                       |                    |                                               |                                                            |
| 1                                                       | Прокопенко Олеся Іванівна     | 02.11.2010            | середня спеціальна | член Партії регіонів                          | ПП «Волошенко О. О.», реаліза-тор                          |
| Політична партія Всеукраїнське об'єднання «Батьківщина» |                               |                       |                    |                                               |                                                            |
| 2                                                       | Головко Тарас Дмитрович       | 02.11.2010            | середня            | член Всеукраїнського об'єднання «Батьківщина» | Ват «Умань-газ», слюсар                                    |
| 5                                                       | Возняк Людмила Анатоліївна    | 02.11.2010            | середня спеціальна | член Всеукраїнського об'єднання «Батьківщина» | Нестерівська сільська рада, спеціаліст із земельних питань |
| 6                                                       | Ткач Світлана Андріївна       | 02.11.2010            | середня спеціальна | член Всеукраїнського об'єднання «Батьківщина» | магазин «Каштанчик», продавець                             |
| 7                                                       | Коваль Павло Васильович       | 02.11.2010            | вища               | член Всеукраїнського об'єднання «Батьківщина» | ТОВ «Нестерівка», головний зоотехнік                       |
| 9                                                       | Гончар Петро Михайлович       | 02.11.2010            | вища               | член Всеукраїнського об'єднання «Батьківщина» | ТОВ «Нестерівка», завідувач свиноферми                     |
| 10                                                      | Рудь Вадим Петрович           | 02.11.2010            | вища               | член Всеукраїнського об'єднання «Батьківщина» | ТОВ «Нестерівка», головний агроном                         |
| Самовисування                                           |                               |                       |                    |                                               |                                                            |
| 4                                                       | Стицюк Оксана Павлівна        | 02.11.2010            | вища               | позапартійна                                  | Нестерів-ська сільська рада, секретар                      |
| 8                                                       | Муковіз Павло Трохимович      | 02.11.2010            | середня спеціальна | позапартійний                                 | ТОВ «Нестерівка», завідувач деревообробної майстерні       |
| 11                                                      | Адаменко Михайло Іванович     | 02.11.2010            | середня спеціальна | позапартійний                                 | ТОВ «Нестерівка», директор                                 |
| 12                                                      | Павлик Валентина Михайлівна   | 02.11.2010            | середня спеціальна | член Партії регіонів                          | тимчасово не працює                                        |